# Nailbomb
Nailbomb var et industrial trash metal-band dannet som et sideprojekt af Max Cavalera fra Sepultura og Soulfly og Alex Newport fra Fudge Tunnel og Theory of Ruin i 1994. Bandet havde en liveoptræden før de gik i opløsning. Nailbomb fik flere andre musikere til at spille med som gæster bl.a. D.H. Peligro (Dead Kennedys), Igor Cavalera (Sepultura), og Dino Cazares (tidligere guitarist i Fear Factory). 
Nailbombs andet album Proud to Commit Commercial Suicide var liveindspilninger fra bandets optræden til Dynamo Open Air Festival i Holland i 1995.

## Diskografi
- Point Blank (1994)
- Proud to Commit Commercial Suicide (1995)
- Point Blank (kvalitetsforbedret genugivelse med seks ekstra numre) (2004)

## Videografi
- Live at Dynamo (DVD, 22. november 2005)